# Louroux-de-Beaune

Louroux-de-Beaune este o comună în departamentul Allier din centrul Franței. În 1 ianuarie 2022 avea o populație de 180 de locuitori.